# 鶴ケ丘駅

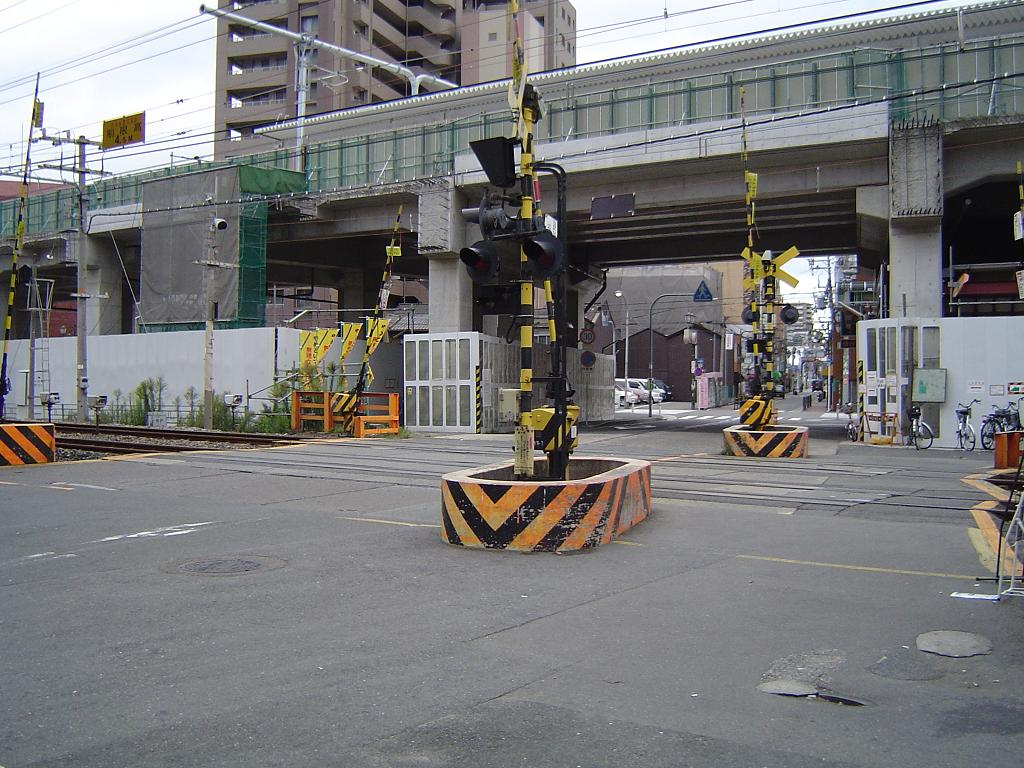
鶴ケ丘駅隣の「開かずの踏切」跡地。奥には工事中の高架駅（2004年10月）

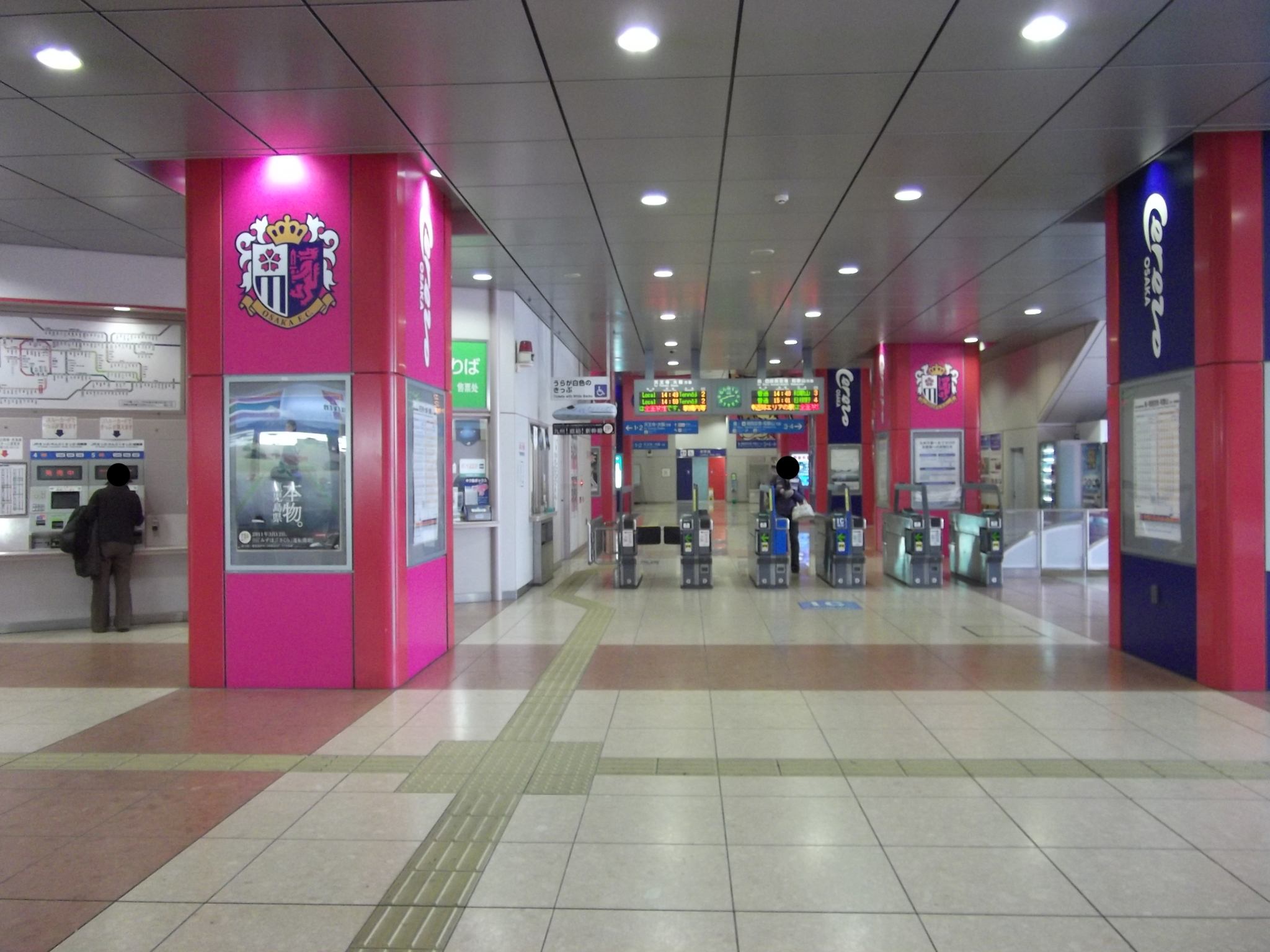
改札口（2011年2月）

鶴ケ丘駅（つるがおかえき）は、大阪府大阪市阿倍野区西田辺町二丁目にある、西日本旅客鉄道（JR西日本）阪和線の駅である。駅番号はJR-R23。

## 概要
長居公園の北西角に位置し、同公園内にある長居陸上競技場（ヤンマースタジアム長居）・長居球技場（ヨドコウ桜スタジアム）の最寄り駅となっており、ここを本拠地とするJリーグ・セレッソ大阪のロゴやチームカラー、所属選手の写真を使った装飾が2009年から行われている。改装費はセレッソ大阪の運営会社である大阪サッカークラブが負担した。
地上時代の鶴ケ丘駅の所在地は東住吉区山坂五丁目だった。鶴ケ丘駅周辺では、阪和線は東住吉区と阿倍野区の境界線に沿って走っている（長居公園は東住吉区に所在）が、高架化工事のために造られた線路や駅舎は阿倍野区側にあるため、高架化に伴って駅の住所も阿倍野区に変更された。

## 歴史
- 1938年（昭和13年）5月22日：阪和電気鉄道の南田辺停留場（現在の南田辺駅） - 臨南寺前駅（現在の長居駅）間に阪和鶴ケ丘停留場として開業[3]。
- 1940年（昭和15年）12月1日：南海鉄道への吸収合併[4]。同鉄道山手線の停留場となる。
- 1941年（昭和16年）8月1日：南海鶴ケ丘停留場に改称[5]。
- 1944年（昭和19年）5月1日：戦時買収により国有化され、運輸通信省（後の日本国有鉄道）阪和線所属となる[4]。同時に駅に昇格し鶴ケ丘駅となる[3]。
- 1966年（昭和41年）12月1日：荷物扱い廃止[3]。
- 1987年（昭和62年）4月1日：国鉄分割民営化により、西日本旅客鉄道（JR西日本）の駅となる[4]。
- 1993年（平成5年）7月1日：阪和線運行管理システム（初代）導入。
- 1998年（平成10年）4月23日：自動改札機を設置し、供用開始[6]。
- 2003年（平成15年）11月1日：ICカード「ICOCA」の利用が可能となる[7]。
- 2004年（平成16年）10月16日：上り線が高架ホームに移行[8][9]。
- 2006年（平成18年）5月21日：下り線が高架ホームに移行[4][10]。
- 2013年（平成25年）9月28日：阪和線運行管理システムを2代目のものに更新。
- 2018年（平成30年）3月17日：駅ナンバリングが導入され、使用を開始する。
- 2024年（令和6年）11月30日：みどりの窓口の営業を終了[11]。

## 駅構造
島式ホーム2面4線を有する高架駅で、ホーム長は6両分だが、待避線の長さは阪和線の最大両数である9両分ほどある。
かつては相対式ホーム2面2線を有する地上駅で、2004年10月16日に上り線が高架化、2006年5月21日に下り線が高架化された。地上駅時代は普通の特急や快速の通過待ちを上下線とも隣の長居駅で行っていたが、高架後はこの駅で行うようになった。
堺市駅が管轄している直営駅で、JRの特定都区市内制度における「大阪市内」に属している。高架化完成前は、ジェイアール西日本交通サービスによる業務委託駅であった。ICカード「ICOCA」を利用することができる（相互利用可能ICカードはICOCAの項を参照）。
堺市駅より地区駅長が配属されている。

### のりば
| のりば | 路線   | 方向 | 行先                     |
| ------ | ------ | ---- | ------------------------ |
| 1・2   | 阪和線 | 上り | 天王寺・大阪方面         |
| 3・4   | 阪和線 | 下り | 鳳・関西空港・和歌山方面 |

- 内側2線（2・3番のりば）が本線、外側2線（1・4番のりば）が待避線である。

## 利用状況
2023年（令和5年）度の一日平均乗車人員は4,171人である。長居公園の最寄り駅であり、園内にある大阪市長居陸上競技場（長居スタジアム）でスポーツなどのイベントが行われる際にはかなりの混雑になる。
各年度の1日の平均乗車人員は以下の通りである。
| 年度               | 1日平均 乗車人員 | 出典          |
| ------------------ | ---------------- | ------------- |
| 1988年（昭和63年） | 5,252            | [ 大阪府 1 ]  |
| 1989年（平成元年） | 5,379            | [ 大阪府 1 ]  |
| 1990年（平成02年） | 5,491            | [ 大阪府 2 ]  |
| 1991年（平成03年） | 5,331            | [ 大阪府 3 ]  |
| 1992年（平成04年） | 5,079            | [ 大阪府 4 ]  |
| 1993年（平成05年） | 4,774            | [ 大阪府 5 ]  |
| 1994年（平成06年） | 4,648            | [ 大阪府 6 ]  |
| 1995年（平成07年） | 4,585            | [ 大阪府 7 ]  |
| 1996年（平成08年） | 4,768            | [ 大阪府 8 ]  |
| 1997年（平成09年） | 4,717            | [ 大阪府 9 ]  |
| 1998年（平成10年） | 4,649            | [ 大阪府 10 ] |
| 1999年（平成11年） | 4,565            | [ 大阪府 11 ] |
| 2000年（平成12年） | 4,514            | [ 大阪府 12 ] |
| 2001年（平成13年） | 4,401            | [ 大阪府 13 ] |
| 2002年（平成14年） | 4,331            | [ 大阪府 14 ] |
| 2003年（平成15年） | 4,581            | [ 大阪府 15 ] |
| 2004年（平成16年） | 4,693            | [ 大阪府 16 ] |
| 2005年（平成17年） | 4,706            | [ 大阪府 17 ] |
| 2006年（平成18年） | 4,745            | [ 大阪府 18 ] |
| 2007年（平成19年） | 4,930            | [ 大阪府 19 ] |
| 2008年（平成20年） | 4,909            | [ 大阪府 20 ] |
| 2009年（平成21年） | 4,905            | [ 大阪府 21 ] |
| 2010年（平成22年） | 4,982            | [ 大阪府 22 ] |
| 2011年（平成23年） | 5,020            | [ 大阪府 23 ] |
| 2012年（平成24年） | 4,942            | [ 大阪府 24 ] |
| 2013年（平成25年） | 5,079            | [ 大阪府 25 ] |
| 2014年（平成26年） | 5,093            | [ 大阪府 26 ] |
| 2015年（平成27年） | 5,243            | [ 大阪府 27 ] |
| 2016年（平成28年） | 4,961            | [ 大阪府 28 ] |
| 2017年（平成29年） | 4,718            | [ 大阪府 29 ] |
| 2018年（平成30年） | 4,611            | [ 大阪府 30 ] |
| 2019年（令和元年） | 4,454            | [ 大阪府 31 ] |
| 2020年（令和02年） | 3,440            | [ 大阪府 32 ] |
| 2021年（令和03年） | 3,574            | [ 大阪府 33 ] |
| 2022年（令和04年） | 3,974            | [ 大阪府 34 ] |
| 2023年（令和05年） | 4,171            | [ 大阪府 35 ] |

## 駅周辺
地上時代は駅の北側の南港通、西側のあびこ筋が阪和線を横断していたが、電車が頻繁に通過していたため、踏切の遮断時間がかなり長く、「開かずの踏切」とも呼ばれるくらいの深刻な状態に陥っていた。遮断機を無理矢理上げて強引に踏切を渡り、結果痛ましい事故になるケースは後を絶たなかった。
このため、この踏切に起因する周辺道路の混雑緩和などを目的として高架化工事が行われ、2006年5月21日に工事が完成し、駅周辺の踏切は廃止された。
- 長居公園
  - ヤンマースタジアム長居（長居スタジアム）・ヤンマーフィールド長居（長居第二陸上競技場）
  - ヨドコウ桜スタジアム（長居球技場）
  - 大阪市立長居ユースホステル
- 大阪市立南田辺小学校
- 大阪市立田辺中学校
- シャープ旧本社
- Osaka Metro御堂筋線 西田辺駅
- ライフ 西田辺店[注 1]
- 日本郵便 東住吉鶴ヶ丘郵便局
- 大阪発達総合療育センター（南大阪小児リハビリテーション病院）
- ニトリ西田辺店

## 隣の駅
西日本旅客鉄道（JR西日本）
 阪和線
■関空快速・■紀州路快速・■快速・■直通快速・■区間快速
通過
■普通
南田辺駅 (JR-R22) - 鶴ケ丘駅 (JR-R23) - 長居駅 (JR-R24)
- 長居陸上競技場で大規模イベントが開催される場合、通常4両で運転される普通電車が6両に増結されたり、区間快速が臨時停車することがある。

### 記事本文